# 톰 맥브라이드
톰 맥브라이드(Tom McBride, 1952년 10월 7일 ~ 1995년 9월 24일)는 미국의 배우, 모델이다.
웨스트버지니아주에서 태어났으며 뉴욕에서 사망하였다.

## 출연 작품

### 영화
- 13일의 금요일 2 (1981)
- 레모 (1985)

### 텔레비전
- 천사 조나단 (1986)